# Reíllo
Reíllo ist ein Ort und eine zentralspanische Gemeinde (municipio) mit 102 Einwohnern (Stand: 2024) im Norden der Provinz Cuenca in der Autonomen Region Kastilien-La Mancha. 

## Lage und Klima
Reíllo liegt auf der Westseite des Iberischen Gebirges in einer Höhe von ca. 1020 m. Die Provinzhauptstadt Cuenca befindet sich gut 30 Kilometer (Fahrtstrecke) nordwestlich. Das Klima im Winter ist gemäßigt, im Sommer dagegen warm bis heiß. Regen (574 mm/Jahr) fällt das ganze Jahr über.

## Bevölkerungsentwicklung
| Jahr      | 1981 | 1991 | 2001 | 2011 | 2021 |
| Einwohner | 194  | 159  | 142  | 125  | 111  |

## Sehenswürdigkeiten
- Kirche der Unbefleckten Empfängnis
- Rochuskapelle